# ADInstruments
A ADInstruments é uma empresa internacional que produz sistemas de aquisição e análise de dados para pesquisa em ciências biológicas. Está sediada em Dunedin, Nova Zelândia, e conta com mais de 170 funcionários em todo o mundo. Eleita finalista no Top 10 do Kenexa/JRA Best Place to work em 2009, 2010., 2011 e 2012, e eleita a empresa número um para trabalhar na área de ciências da vida em 2012 pela The Scientist Magazine.

## História
Em 1985, o Departamento de Fisiologia da Universidade de Otago da Nova Zelândia incentivou o desenvolvimento de um sistema de aquisição de dados baseado em computador para substituir seus sistemas baseados em papel. Em 1985, como parte de seu mestrado em Ciência da Computação na universidade, Michael Macknight construiu o MacLab, um dos primeiros conversores analógico-digitais que se conectou a um computador Macintosh.
Michael e seu pai, Tony Macknight, criaram uma empresa inicialmente conhecida como Analog Digital Instruments. Rapidamente, eles formaram uma parceria com Boris Schlensky, que trouxe conhecimentos sobre fabricação, marketing e distribuição